# Звездане стазе: Играни филм
Звездане стазе: Играни филм (енгл. Star Trek: The Motion Picture) амерички је научнофантастични филм из 1979. године, у режији Роберта Вајза. Филм је заснован на телевизијској серији Звездане стазе, емитованој између 1966. и 1969. године, коју је створио Џин Роденбери, који је уједно био и продуцент филма. Радња филма, смештена у 2270-е године, прати мистериозни и моћни ванземаљски облак познат као В’Џер, који се приближава Земљи уништавајући све на свом путу. Адмирал Џејмс Т. Кирк (Вилијам Шатнер) поново преузима команду над недавно обновљеним свемирским бродом Ентерпрајз како би кренуо у мисију откривања порекла В’Џера и спасао планету.
Након што су Звездане стазе укинуте 1969. године, Роденбери је убеђивао студио Paramount Pictures да настави франшизу кроз дугометражни филм. Популарност серије у репризном приказивању убедила је студио да започне рад на филму 1975. године. Међутим, ниједан од предложених сценарија или писаца није задовољио Paramount, па је пројекат филма обустављен. Уместо тога, студио је планирао повратак франшизе у телевизијском формату кроз нову серију под насловом Звездане стазе: Фаза II. Међутим, велики комерцијални успех филмова Ратови звезда и Блиски сусрети треће врсте навео је Paramount да промени планове и обустави Фазу II, те поново покрене рад на дугометражном филму.
У марту 1978. године Paramount је објавио да ће Роберт Вајз режирати адаптацију оригиналне серије са буџетом од 15 милиона долара. Снимање је започело у августу те године и завршено је у јануару наредне. Након укидања Фазе II, писци су на брзину прилагодили планирану пилот-епизоду у сценарио за филм. Причи и сценарију се стално нешто додавало или мењало — понекад чак и на сат времена пре снимања сцена. Ентеријер и екстеријер Ентерпрајза су редизајнирани, костимограф Роберт Флечер осмислио је нове униформе, а сценограф Херолд Мајклсон направио нове сцене. Џери Голдсмит је компоновао музику за филм, чиме је започео сарадњу са франшизом која ће трајати до 2002. године. Када првобитни извођачи задужени за визуелне ефекте нису успели да заврше посао на време, супервизор ефеката Даглас Трамбул је замољен да преузме задатак и испуни рок до изласка филма у децембру 1979. године. Филм је био завршен само пар дана пре премијер, а Вајз је касније изјавио да је приказана верзија заправо груба верзија филма који је заиста желео да сними.
Филм је премијерно приказан у Северној Америци 7. децембра 1979. и добио је помешане рецензије критичара, од којих су многе замерале недостатак акције и претерану ослоњеност на специјалне ефекте. Коначни трошкови производње нарасли су на приближно 44 милиона долара, а филм је зарадио 139 милиона широм света — мање од очекивања студија, али довољно да се предложи јефтинији наставак. Роденбери је уклоњен са креативне позиције за наставак, Звездане стазе II: Канов гнев (1982). Године 2001, Вајз је надгледао режисерску верзију за специјално DVD издање, са побољшаним звуком, прецизније монтираним сцена и новим компјутерски генерисаним ефектима.

## Радња
У 23. веку, надзорна станица Звездане флоте, Епсилон Девет, открива ванземаљски ентитет скривен у масивном енергетском облаку који путује свемиром ка Земљи. Облак лако уништава три клингонска ратна брода и саму станицу Епсилон Девет на свом путу. На Земљи, свемирски брод Ентерпрајз пролази кроз велику реконструкцију; његов некадашњи командант, Џејмс Т. Кирк, унапређен је у чин адмирала. Команда Звездане флоте додељује Ентерпрајзу задатак да пресретне енергетски облак, пошто је овај брод једини у његовом домету, што захтева да се његови нови системи тестирају током пута.
Позивајући се на своје искуство, Кирк користи свој ауторитет да преузме команду над бродом, што изазива негодовање капетана Виларда Декера, који је надгледао реконструкцију као нови командант брода. Тестирање нових система Ентерпрајза иде лоше: двоје официра, укључујући вулканског научног официра Сонака, страда у несрећи током телепортовања, а неправилно подешени мотори умало уништавају брод. Киркова недовољна упознатост са новим системима повећава напетост између њега и Декера, који је привремено деградиран у команданта и првог официра. Командант Спок се враћа као нови научни официр, објашњавајући да је, док је био на својој матичној планети и пролазио кроз ритуал емоционалног прочишћења, осетио присуство свести за коју верује да потиче из облака — што му је, због људског дела његове природе, онемогућило да заврши ритуал јер је осетио емоционалну везу са ентитетом.
Ентерпрајз пресреће енергетски облак и бива нападнут од стране ванземаљског брода. Сонда се појављује на командном мосту, напада Спока и отима навигаторку Ајлију. Она је убрзо замењена роботском репликом, послатом од стране ентитета који себе назива „В’Џер”, са циљем да проучи „јединице од угљеника” на броду. Декер је погођен губитком Ајлије, са којом је некада био у вези, и узнемирен је током покушаја да из двојнице извуче информације, јер та реплика поседује Ајлијина сећања и емоције дубоко у себи. Спок самовољно креће у свемирску шетњу у унутрашњост брода и покушава да телепатски споји свој ум са ентитетом. Том приликом открива да је читав тај брод заправо В’Џер — небилошка жива машина.
У срцу тог огромног брода, открива се да је В’Џер заправо Војаџер 6, Насина сонда из 20. века из програма Војаџер, за коју се веровало да је нестала у црној рупи. Оштећену сонду пронашла је ванземаљска раса живих машина, која је њен програм протумачила као инструкцију да научи све што се може сазнати и те информације пошаље назад свом творцу. Машине су унапредиле сонду да би испунила своју мисију, и она је током пута стекла толико знања да је достигла самосвест. Спок открива да В’Џер не може себи дати сврху осим своје оригиналне мисије; пошто је научио све што је могао, осећа да његово постојање више нема смисла. Пре него што преда све своје податке, В’Џер инсистира да „творац” лично дође да доврши задатак. Посада Ентерпрајза схвата да су људи тај „творац”. Декер се добровољно нуди В’Џеру; он се спаја са Ајлијином репликом и самим В’Џером, чиме настаје нови облик живота који нестаје у свемиру. Земља је спасена, а Кирк усмерава Ентерпрајз ка новим мисијама у дубоком свемиру.

## Улоге
| Глумац         | Улога           |
| -------------- | --------------- |
| Вилијам Шатнер | Џејмс Т. Кирк   |
| Ленард Нимој   | Спок            |
| Дифорест Кели  | Ленард Мекој    |
| Џејмс Духан    | Монтгомери Скот |
| Волтер Кениг   | Павел Чехов     |
| Нишел Николс   | Ухура           |
| Џорџ Такеи     | Хикару Сулу     |
| Персис Камбата | Ајлија          |
| Стивен Колинс  | Вилард Декер    |
| Мејџел Барет   | Кристин Чапел   |
| Грејс Ли Витни | Џенис Ранд      |